# マイク・カーシュナー
マイク・カーシュナー（Mike Kirchner, 本名：Michael Penzel, 1957年9月7日 - 2021年12月22日）は、アメリカ合衆国のプロレスラー。イリノイ州シカゴ出身。
軍人ギミックのコーポラル・カーシュナー（Cpl. Kirchner）および怪奇派覆面レスラーのレザーフェイス（Leatherface）としての活躍で知られる。

## 来歴
アメリカ空軍のパラシュート部隊を除隊後、1980年にR・T・レイノルズ（R.T. Reynolds）のリングネームでNWAフロリダ地区（エディ・グラハム主宰のCWF）にてデビュー。1984年よりテレビマッチ要員としてWWFに出場し、ジミー・スヌーカ、リッキー・スティムボート、ブラックジャック・マリガン、バリー・ウインダム、マイク・ロトンドなどのメインイベンターのジョバーを務めた。
1985年下期、前年にWWFを離脱したサージェント・スローターの愛国者キャラクターを引き継ぎ、コーポラル・カーシュナー（Corporal Kirchner）と改名してコンバット・スタイルの軍人ギミックに変身。11月7日に地元シカゴのローズモント・ホライズンで行われたPPV『ザ・レスリング・クラシック』のワンナイト・トーナメントでは、1回戦でアドリアン・アドニスと対戦した。以降はアイアン・シーク&ニコライ・ボルコフの反米ヒールと抗争を展開、1986年4月7日に開催の『レッスルマニア2』シカゴ大会ではボルコフからピンフォールを奪っている。
ロディ・パイパーのインタビューコーナー『パイパーズ・ピット』にも出演し、キングコング・バンディ、ビッグ・ジョン・スタッド、カウボーイ・ボブ・オートン、マグニフィセント・ムラコ、ジェイク・ロバーツ、ホンキー・トンク・マンとも対戦。欠場していたダイナマイト・キッドに代わり、デイビーボーイ・スミスと組んでハート・ファウンデーション（ブレット・ハート&ジム・ナイドハート）の保持するWWF世界タッグ王座にも挑戦した。
1987年7月に薬物使用の陽性反応が出てWWFから6週間の停職処分を受けたが、処分の終了後もWWFに戻ることなく、カナダ・カルガリーのスタンピード・レスリングなどを転戦。1989年6月には新日本プロレスに初来日。翌1990年3月の再来日ではスコット・ホールと組んで坂口征二の引退試合の相手を務めた（坂口のパートナーは木村健悟）。
1991年、テネシー地区にて映画『悪魔のいけにえ』に登場する殺人鬼と同じネーミングおよびキャラクターのレザーフェイス（Leatherface）に再変身し、プエルトリコを経て1992年7月にW★INGプロモーションに来日。劇中のレザーフェイスと同様のマスクを被り、チェーンソーを振りかざして観客を追い回す狂気的な入場パフォーマンスでセンセーショナルな存在となる。同年12月20日には松永光弘を相手に、日本では1978年のアントニオ猪木対上田馬之助戦以来となる釘板デスマッチを行い、松永を釘板上に転落させて勝利を収めた。
その後もW★INGの主力外国人ヒールとなって活躍したが、来日中に傷害事件を起こして6カ月間の禁固刑を科せられる。その間、W★INGの後継団体IWAジャパンではリック・パターソンが2代目のレザーフェイスを名乗っていたことから、復帰後はスーパー・レザー（Super Leather）と改名し、1995年6月よりFMWを主戦場に活動。ハヤブサやザ・グラジエーターらとハードコア・レスリングを繰り広げ、1996年2月23日には大矢剛功から世界ブラスナックル王座を奪取した。FMWでの所属ユニットは、リーサル・ウェポン、米版FMW、TNR、FMW正規軍と多岐に渡った。
2002年の引退後、2006年10月にWWE.comにて死去が報じられ、日本のインディー団体では追悼セレモニーの10カウントゴングまで鳴らされたが、後に誤報と判明。トラックドライバーに転じて健在であることが明らかになった。この誤報は結果として彼の存在を再びクローズアップさせることとなり、2007年より本業の合間を縫ってインディー団体へのスポット出場を開始。レザーフェイスのギミックを復活させ、ヒップホップ・デュオのインセイン・クラウン・ポッシーが主宰するJCWなどに登場した。
2008年8月6日、金村キンタローが設立したXWFの後楽園ホールでの旗揚げ戦に「スーパー・レザーフェイス」として参戦。久々の来日を果たし、レイヴェン&トレイシー・スマザーズと組んでの6人タッグマッチで金村&田中将斗&黒田哲広と対戦した。後日、記者会見にてXWFとの所属契約を結んだことを発表したが、この旗揚げ興行のみで団体は活動停止となっている。
2010年には、1月26日に新木場1stRINGで行われたスーパーFMWの第2弾興行に来日。ミスター・ポーゴ&ジ・ウィンガーとW★ING軍を結成し、ターザン後藤、大矢、リッキー・フジのFMW軍と対戦した。2カ月後の3月26日には新宿FACEにおけるSMASHの旗揚げ戦『SMASH.1』に参戦して、コーポラル・カーシュナー時代からの得意技であるダイビング・フィスト・ドロップで小路晃に勝利。同年11月22日にJCBホールにて開催の『SMASH.10』にも出場し、キム・ナンプンと組んで女子プロレスラーのリン・バイロンとのハンディキャップ・マッチを行った。
2021年12月22日、64歳で死去。誤報から15年を経て、各インディー団体にて改めて追悼の10カウントゴングが鳴らされた。

## 得意技
コーポラル・カーシュナー
- コブラ・クラッチ
- フライング・クロス・ボディ
- ドロップキック
- ダイビング・フィスト・ドロップ

レザーフェイス / スーパー・レザー
- テキサス・マサカー（Texas Massacre）
- パワーボム
- ブロックバスター
- ダイビング・ニー・ドロップ

## 獲得タイトル
W★INGプロモーション
- W★ING認定世界タッグ王座：1回（w / フレディ・クルーガー）

FMW
- 世界ブラスナックル王座：1回
- 世界ブラスナックルタッグ王座：1回（w / ジェイソン・ザ・テリブル）
- 世界ストリートファイト6人タッグ王座：1回（w / ザ・ヘッドハンターズ）